# Rebecca Hoyle
Rebecca Bryony Hoyle  é uma matemática britânica, professora de matemática aplicada na Universidade de Southampton e decana associada de pesquisa em Southampton. Foi Mary Cartwright Lecturer de 2017 da London Mathematical Society.

## Formação e carreira
Hoyle estudou matemática na Universidade de Cambridge, obtendo um diploma de bacharel em 1989, fez o Mathematical Tripos em 1990 e completou um Ph.D. em 1994. Sua tese, Instabilities of Three Dimensional Patterns, foi orientada por Michael Proctor.
Após estudo de pós-doutorado na Universidade do Noroeste retornou para Cambridge como pesquisadora e bolsista de ensino, mas após um breve período na McKinsey & Company seguiu para a Universidade de Surrey em 2000. Voltou para Southampton em 2016.
É autora do livro Pattern Formation: An Introduction to Methods (Cambridge University Press, 2006).

## Prêmios e reconhecimentos
Recebeu o Prêmio Hedy Lamarr inaugural em 2021, concedido pelo Institute of Mathematics and its Applications para troca de conhecimento em matemática e suas aplicações. É membro fundadora do Virtual Forum for Knowledge Exchange in Mathematical Sciences (V-KEMS), recebendo o prêmio principalmente por seu papel na criação do V-KEMS e por promover a troca efetiva de conhecimento durante a Pandemia de COVID-19.